# آغردا
آغردا (بالإسبانية: Ágreda)‏ هي بلدية تقع في إسبانيا في مقاطعة سوريا.[بحاجة لمصدر]

## أعلام
- مريم يسوع الآغردية
- فرمين كاتشو